# Keramim
Keramim (hebräisch כְּרָמִים Kramīm, deutsch ‚Weinberge‘) ist ein Kibbuz in Israel.

## Lage
Das knapp zehn Quadratkilometer umfassende Gelände befindet sich etwa 15 Kilometer nördlich von Beʾer Scheva am Rande der Wüste Negev an einem Hügel auf 440 Metern über dem Meeresspiegel. Es liegt einen Kilometer abseits der Landstraße Kvisch  von Beʾer Scheva nach Hebron und Jerusalem auf Höhe der Ortschaft Meitar. In unmittelbarer Nähe befindet sich die Grenze zum Westjordanland, weshalb die Sicherheit der Bewohner eine besondere Rolle spielt.

## Daten und Fakten
Keramim wurde 1981 von der Urban HaShomer haTzaʿir Group gegründet und hatte etwa 75 Mitglieder und bezeichnete sich deshalb oft als „kleinster Kibbuz Israels überhaupt“. 2018 hatte der Kibbuz 485 Einwohner.

## Leben
Heute stellen Weinanbau, eine Geflügelfarm, ein Gästehaus, Catering-Service sowie ein gemeinsamer Restaurant-Betrieb mit dem benachbarten Kibbuz Lahav die wichtigsten Einnahmequellen dar. Alle Einrichtungen außer dem Restaurant befinden sich auf dem Kibbuzgelände. Das Restaurant liegt drei Kilometer südlich an der Schoket-Junction, der Kreuzung der Hauptstraßen von Beerscheba nach Hebron (in Nord-Süd-Richtung) sowie von Lehavim nach Arad (in Ost-West-Richtung).
Das Zentrum von Keramim bildet ein zweigeschossiges Gebäude, in dem der Speisesaal und die dazugehörige Küche sowie ein Gemeinschaftsraum untergebracht sind. Für das Nötigste öffnet zweimal wöchentlich ein kleiner Lebensmittel- und Drogerieladen. Außerdem gibt es drei Freizeiteinrichtungen: einen Pferdestall mit Reitplätzen, einen Fußballplatz und eine Paintball-Anlage.